# Cerkiew Podwyższenia Krzyża Pańskiego w Narwi
Cerkiew Podwyższenia Krzyża Pańskiego – prawosławna cerkiew parafialna w Narwi. Należy do dekanatu Narew diecezji warszawsko-bielskiej Polskiego Autokefalicznego Kościoła Prawosławnego.
Prawosławna cerkiew w Narwi odnotowywana jest w źródłach w XVI w. Po zawarciu unii brzeskiej miejscowa parafia przyjęła jej postanowienia najpóźniej w 1635. Najstarsza świątynia parafialna funkcjonowała do drugiej połowy XVIII w., gdy z powodu bardzo złego stanu technicznego wzniesiono na jej miejscu nową. Wyposażenie unickiej cerkwi w Narwi było w tym okresie poważnie zlatynizowane. Zachowane opisy inwentarzowe wskazują, że w świątyni nie było ikonostasu (chociaż prawdopodobnie zachowano niektóre ikony z okresu prawosławnego), wstawiono do niej natomiast ołtarze boczne, a w ołtarzu głównym znajdował się typowo zachodni wizerunek Matki Boskiej Bolesnej. Elementy te pozostały w cerkwi także po 1839, gdy na mocy postanowień synodu połockiego przeszła ona, razem z całą diecezją, do Rosyjskiego Kościoła Prawosławnego. Ikonostas został wstawiony do narewskiej świątyni dopiero w 1868. Utrzymywał się również kult obrazu Matki Boskiej Bolesnej.
Pounicka cerkiew została w latach 80. XIX w. przeniesiona na cmentarz w Narwi, na jej miejscu zaś zbudowano nową świątynię. Na początku XX w. uczęszczało do niej ponad 3 tys. wiernych. Działalność parafii zamarła w 1915 wskutek bieżeństwa. Ewakuowani ze wsi prawosławni zabrali ze sobą szczególnie czczone w świątyni wizerunki, które nigdy nie wróciły do Narwi. Po 1918 cerkiew została ponownie otwarta i odtąd jest nieprzerwanie czynna. W 1990 budynek został poważnie uszkodzony przez pożar, który zniszczył jego zabytkowe wnętrze. Odrestaurowaną cerkiew ponownie konsekrowano cztery lata później.
Świątynia znajduje się przy ulicy Księcia Józefa Poniatowskiego 27.

## Historia

### Pierwsza cerkiew prawosławna
Cerkiew prawosławna w Narwi ufundowana została prawdopodobnie w 1529. Pierwsza wzmianka źródłowa o istnieniu cerkwi „ruskiej” w Narwi pojawiła się wrejestrze pomiary włócznej spisanym w 1560 r. Stanisława Dziewiałtowskiego. Rejestr nie wskazuje wezwania świątyni, natomiast lokalizuje ją po lewej stronie ulicy Bielskiej patrząc od strony rynku, co pokrywa się ze współczesną lokalizacją cerkwi parafialnej. Według legendy, zapisanej w kronice parafialnej z 1900, fundatorem cerkwi był książę Iwan Wiśniowiecki, który jadąc z Warszawy do Wilna miał zobaczyć na jej miejscu ikonę św. Antoniego Pieczerskiego i postanowił zbudować ku jego czci kaplicę. Nie ma jednoznacznego potwierdzenia, iż to właśnie Wiśniowiecki fundował budowlę, chociaż wiadomo, że w 1518 jego żona Anastazja zd. Olizarowicz przekazała mu dobra w bliskiej geograficznie Narewce. Inne legendy mówią o obecności w Narwi mnichów z Kijowa, którzy mieli w XV w. dotrzeć do miejscowości z ikoną św. Antoniego Pieczerskiego. Kult Antoniego jest nadal żywy w parafii narewskiej, a dzień wspomnienia mnicha jest, obok święta patronalnego, najważniejszą uroczystością obchodzoną w cerkwi.
W księdze poborowej z 1578 w wykazie duchownych prawosławnych z ziemi bielskiej wymieniony jest kapłan z Narwi.
Narewska świątynia należała prawdopodobnie do dekanatu bielskiego eparchii włodzimiersko-brzeskiej. Brakuje informacji o jej wyposażeniu, gdyż pierwszy opis cerkwi znajdującej się we wsi pochodzi dopiero z 1727.

### W okresie unickim
Parafia w Narwi najpóźniej w 1635 przyjęła postanowienia unii. W okresie unickim jej wyposażenie ulegało stopniowej latynizacji. Proces ten nasilił się po synodzie zamojskim, na którym wprost zalecono wstawianie do unickich świątyń organów, konfesjonałów i ołtarzy bocznych. Równocześnie cerkiew w Narwi zachowała elementy starszego wyposażenia, powstałego jeszcze dla cerkwi prawosławnej. W dokumentach wizytacji kanonicznej świątyni w 1727 wskazano, iż w budynku znajdowało się osiem dużych ikon, z czego cztery określono jako „moskiewskie”, co sugerowałoby prawosławne pochodzenie. W cerkwi nadal znajdował się ikonostas z królewskimi wrotami i jednymi drzwiami diakońskimi po stronie północnej. Ikonostas był dwurzędowy, w jego dolnym rzędzie znajdowało się sześć wizerunków. W części ołtarzowej znajdował się ołtarz z „bardzo starym” obrazem Boga Ojca oraz stół ofiarny (cs. żertwiennik) z ikoną Chrystusa Zbawiciela. Drugi ołtarz, z obrazem Najświętszej Maryi Panny, znajdował się w przedsionku. Na wyposażeniu cerkwi pozostawało ponadto cyborium, patena, dwa krzyże służące do udzielania błogosławieństwa i krzyż procesyjny. W budynku przechowywano księgi liturgiczne i religijne, w tym drukowane Kazusy Zamojskie. Ogólny stan świątyni oceniono jako nie najlepszy. Cerkiew była stara, drewniana, naprawy wymagał gontowy dach i okna (niektóre były powybijane), taki też remont wizytator nakazał proboszczowi miejscowej parafii. Sąsiadująca z cerkwią dzwonnica groziła zawaleniem.

#### Nowa cerkiew unicka
W II połowie XVIII w. w Narwi zbudowano nową cerkiew unicką. Była to budowla jednokopułowa na planie sześcioboku, trójdzielna, szalowana i kryta gontem. W protokołach wizytacji z lat 1811 i 1818 opisano poważnie zlatynizowane wnętrze świątyni. Znajdowała się w nim „pozytywka o pięciu głosach” spełniająca rolę organów. W prezbiterium znajdował się znacznych rozmiarów ołtarz główny z obrazem Matki Bożej Bolesnej w srebrnej koronie i ze srebrnym pasem, z promieniami i mieczem z tego samego materiału, w miedzianej sukience. Obraz ten zakrywano drugim wizerunkiem, ukazującym Ukrzyżowanego Jezusa. Wizerunek maryjny otaczany był szczególnym kultem, o czym świadczyła obecność kilkunastu wotów. W ołtarzu znajdowała się mensa z cyborium. Oprócz głównego ołtarza w cerkwi funkcjonowały dwa boczne, z obrazami św. Antoniego (zasuwanym wizerunkiem św. Mikołaja) oraz Matki Bożej (zasuwanym postacią św. Antoniego). Poza tym w cerkwi znajdowała się nieokreślona w protokole wizytacyjnym liczba ikon (zidentyfikowano jedynie wizerunek św. Praksedy) oraz dwa krzyże procesyjne. Nie było natomiast ikonostasu.
Do 1797 parafia w Narwi funkcjonowała w strukturach unickiej diecezji włodzimierskiej. W wymienionym roku razem z całym dekanatem bielskim przeszła do nowo erygowanej diecezji supraskiej, w której pozostawała do 1809 (wówczas administratura została skasowana). W roku tym decyzją cara Aleksandra I tereny dawnej diecezji supraskiej włączono do unickiej diecezji brzeskiej. W 1828, po reorganizacji struktur Kościoła unickiego w Imperium Rosyjskim, parafia narewska znalazła się w diecezji litewskiej. W 1811 liczbę wiernych uczęszczających do świątyni oszacowano na 1158 osób.
Z cerkwią sąsiadowała dzwonnica, wzniesiona razem z całą świątynią. Na początku XIX w. była już ona poważnie zniszczona i wymagała renowacji. Na dzwonnicy znajdowało się pięć dzwonów, z czego najstarszy z roku 1758, a dwa kolejne z lat 1760 i 1813. Dzwon z 1760 został odlany w Gdańsku.
W 1827 r. Józef Siemaszko (od 1833 r. unicki biskup wileński), opowiadający się za przyłączeniem unitów do prawosławia, jako asesor unickiego Kolegium Duchownego ułożył szczegółowy memoriał ze wskazaniami, w jaki sposób należało sprzyjać asymilacji Cerkwi unickiej z Rosyjską Cerkwią Prawosławną. W 1834 r. Kolegium poleciło wprowadzić prawosławne księgi liturgiczne oraz przywrócić ikonostasy. Zmiany te powinny nastąpić również w cerkwi w Narwi. Faktycznie jednak akcja usuwania elementów pochodzenia łacińskiego, przygotowująca konwersję unitów z Podlasia na prawosławie, przeprowadzana w latach 30. XIX w. pod kierunkiem biskupa wileńskiego Józefa Siemaszki, w niewielkim stopniu wpłynęła na wygląd cerkwi w Narwi.

### Cerkiew prawosławna do I wojny światowej
W 1839, na mocy postanowień synodu połockiego, cerkiew w Narwi przeszła na własność Rosyjskiego Kościoła Prawosławnego i znalazła się w eparchii wileńskiej i litewskiej, w dekanacie bielskim. W budynku nadal nie było ikonostasu, wstawiono go dopiero w 1868. Była to konstrukcja dwurzędowa. Na carskich wrotach przedstawiono Zwiastowanie oraz czterech Ewangelistów. W dolnym rzędzie ikonostasu znajdowały się ikony o wymiarach 142 × 71,2 cm, kolejno od lewej przedstawiające Antoniego Pieczerskiego, Aleksandra Newskiego, Michała Archanioła (na północnych wrotach diakońskich), Matkę Bożą, Chrystusa Zbawiciela, św. Symeona (na południowych wrotach diakońskich) i Podwyższenie Krzyża Pańskiego. Wizerunki w wyższym rzędzie ikonostasu były o połowę mniejsze. Były to ikony świętych metropolitów kijowskich i moskiewskich: Jonasza, Filipa, Aleksego i Piotra, jak również ikony męczenników Nikandra i Szczepana, Świętych Cyryla i Metodego, św. Sergiusza i św. Mitrofana. W prezbiterium świątyni znajdował się stół ołtarzowy (prestoł) z antyminsem i baldachimem, żertwiennik oraz krzyż z blachy cynkowej, na którym znajdowały się emaliowane wizerunki Boga Ojca, Matki Bożej, św. Jana Chryzostoma i góry Golgoty. Na ścianie pomieszczenia ołtarzowego znajdowała się ikona Chrystusa modlącego się w Ogrójcu.
Kult obrazu Matki Boskiej Bolesnej utrzymał się w Narwi także po konwersji na prawosławie, chociaż taki ikonograficzny typ przedstawienia Maryi nie występuje w tradycji bizantyńskiej. W 1885, gdy na miejscu cerkwi pounickiej wzniesiono nową świątynię, wizerunek ten starannie odrestaurowano. Drugim szczególnie czczonym obrazem był wizerunek Antoniego Pieczerskiego. W cerkwi znajdowały się ponadto ikony Ukrzyżowania, Narodzenia Pańskiego, Matki Bożej, Chrystusa Zbawiciela i św. Mikołaja.
W 1846 liczbę wiernych miejscowej parafii oszacowano na 2244 osoby, a rok później – 2284. W opisie cerkwi wskazano również, że w jej bezpośrednim sąsiedztwie znajdował się dom proboszcza.

#### Nowa cerkiew prawosławna
Budowę nowej świątyni prawosławnej w Narwi rozpoczął proboszcz miejscowej parafii ks. Antoni Kuźmiński, za zgodą władz eparchialnych, w 1881. Po śmierci Kuźmińskiego budowę kontynuował nowy proboszcz, ks. Jan Kłoczkowski. Budowlę poświęcono 9 maja 1885. Nie zachowały się opisy nowej świątyni bezpośrednio po jej otwarciu. Starszą cerkiew przeniesiono na miejscowy cmentarz, na miejsce starej kaplicy, i ponownie wyświęcono, nadając wezwanie Kazańskiej Ikony Matki Bożej.
W 1900 cerkiew w Narwi znalazła się w eparchii grodzieńskiej. Na początku XX wieku do budynku przekazano nowe ikony – św. Barbary, św. Jerzego, Obrazu Chrystusa Nie Ludzką Ręką Uczynionego, Podwyższenia Krzyża Pańskiego. Na wyposażeniu budynku był również Ewangeliarz z 1600 r.. Liczbę uczęszczających do świątyni w 1905 szacowano na 3098 osób. Trzy lata później wokół cerkwi zbudowano ozdobne murowane ogrodzenie z bramą.
W 1915 prawosławni mieszkańcy Narwi udali się na bieżeństwo. Cerkiewne wyposażenie spakowano do ośmiu skrzyń i wysłano do monasteru w Jarosławiu. Tam w 1917 część utensyliów, w tym szczególnie czczone ikony św. Antoniego Pieczerskiego i Matki Boskiej Bolesnej, zarekwirował komitet robotniczo-żołnierski.

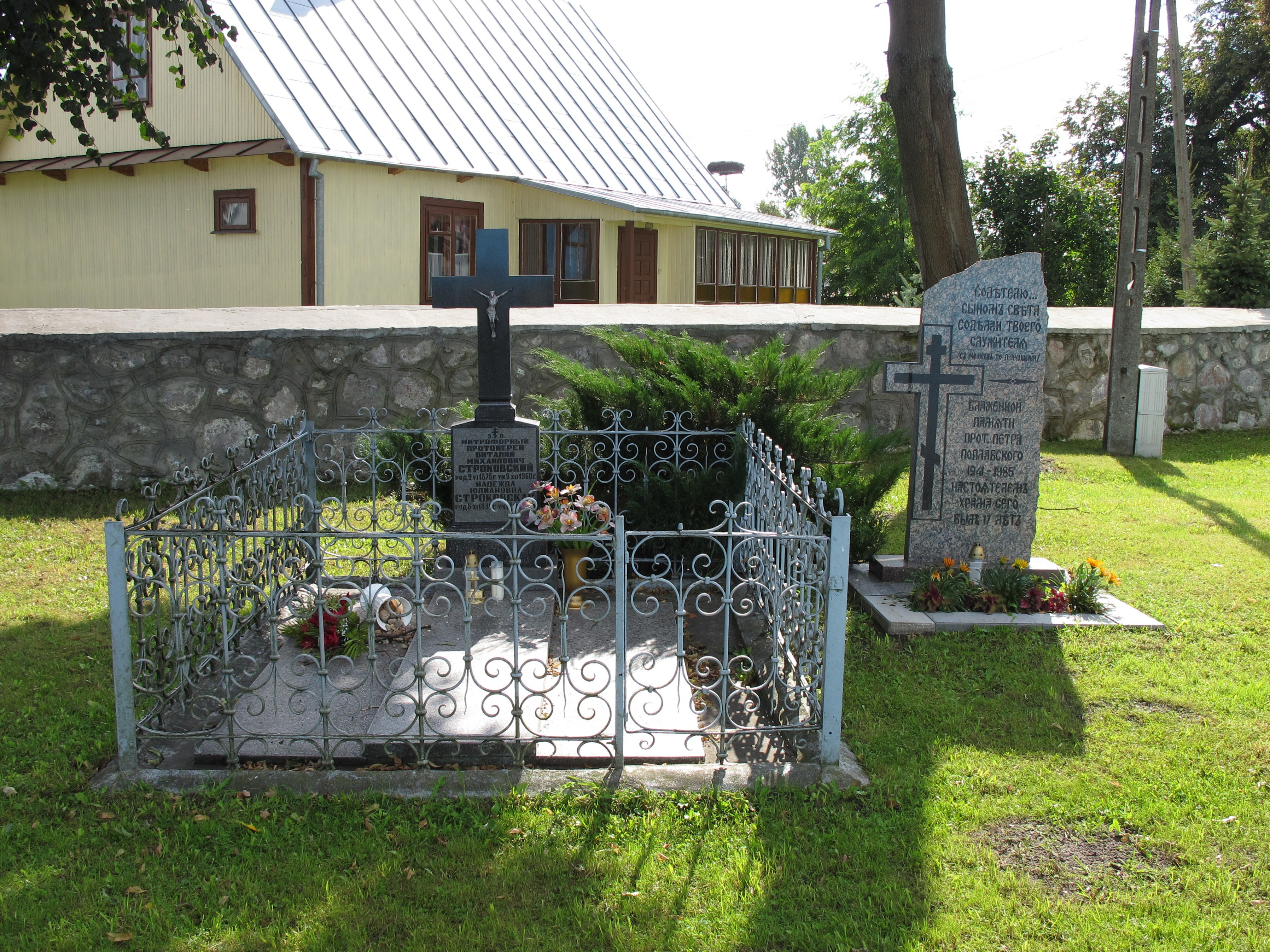
Sąsiadujący z cerkwią nagrobek ks. Witalija Strokowskiego, wieloletniego proboszcza miejscowej parafii, i kamień pamięci protojereja Piotra Popławskiego

W okresie międzywojennym przy cerkwi w Narwi działała parafia etatowa. W 1938 do świątyni uczęszczało 2840 osób. W XX w. zakupiono do niej ikony świętych związanych z regionem – Atanazego Brzeskiego i Gabriela Zabłudowskiego. Po II wojnie światowej i zmianie granic diecezji PAKP weszła w skład diecezji warszawsko-bielskiej, od lat 60. XX wieku działa w jej dekanacie narewskim.
W 1975 w świątyni przechowywana była osiemnastowieczna ikona Matki Bożej Bolesnej, kopia cudownego wizerunku. W 1985 ks. Piotr Popławski (1941–1985), proboszcz miejscowej parafii, zmarł w niewyjaśnionych okolicznościach.
12 kwietnia 1990 pożar zniszczył wnętrze świątyni. W pożarze spłonął m.in. XVIII-wieczny wizerunek maryjny. Do pożaru doszło w Wielki Czwartek, podczas nabożeństwa czytania ewangelii pasyjnych. W pożarze zginęła jedna osoba – wierny, który próbował wynieść z cerkwi krzyż ołtarzowy. Część elementów wyposażenia została uratowana przez parafian zgromadzonych w świątyni. Wnętrze cerkwi następnie odrestaurowano, wstawiając nowe ikony i ikonostas. 25 września 1994 cerkiew została konsekrowana przez metropolitę warszawskiego i całej Polski Bazylego. W tym samym roku w sąsiedztwie budynku wzniesiono ozdobną studnię do święcenia wody.
Świątynię wpisano do rejestru zabytków 31 grudnia 1990 pod nr 746.
Na początku XXI w. do parafii w Narwi należał niecały tysiąc wiernych. W 2. dekadzie XXI w. cerkiew była remontowana; po skończeniu prac została 23 lipca 2020 r. poświęcona przez arcybiskupa lubelskiego i chełmskiego Abla.

## Architektura

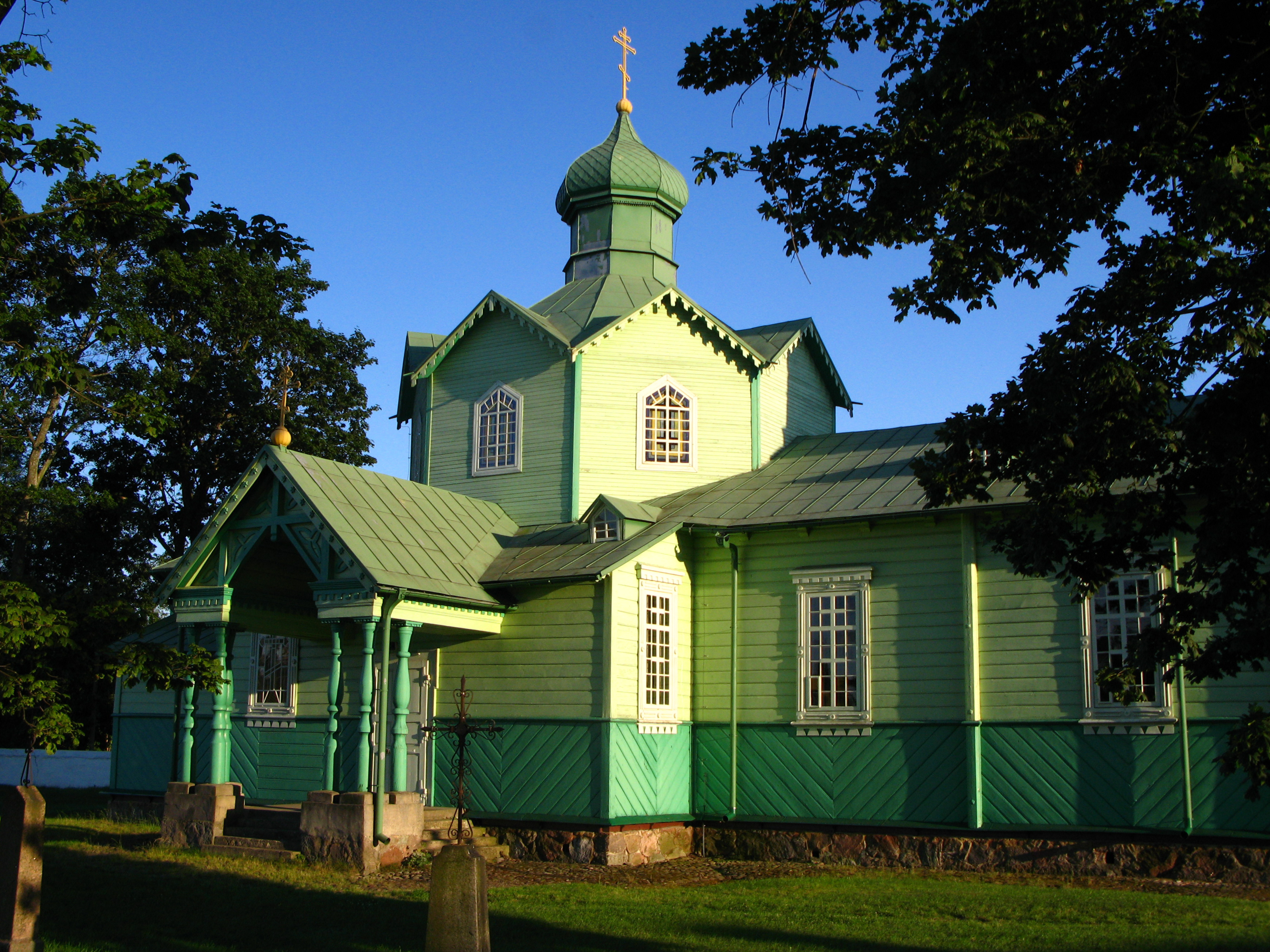
Boczne wejście do świątyni i kopuła. Widok przed remontem i malowaniem cerkwi

Cerkiew Podwyższenia Krzyża Pańskiego jest budowlą drewnianą, orientowaną, na planie krzyża łacińskiego, na fundamencie kamienno-cementowym. Budynek posiada konstrukcję wieńcową, szalowaną. Szerokość transeptu jest równa szerokości nawy. Dach nad nawą jest dwuspadowy, nad pomieszczeniem ołtarzowym – trójspadowy, nad dzwonnicą – cztero-, a wyżej ośmiospadowy. Na skrzyżowaniu nawy głównej i bocznej znajduje się kopuła wsparta na bębnie, z dachem wielospadowym. Z pomieszczeniem ołtarzowym łączy się absyda i dwa pastoforia. Do prostokątnego przedsionka przylegają dwa boczne pomieszczenia. Wejścia do obiektu – frontowe i przez nawę boczną – zdobione są portykami z sześcioma kolumnami każdy.

## Ciekawostki
Niemal identyczna pod względem architektonicznym świątynia znajduje się na Białorusi i jest nią cerkiew św. Łukasza w Domaczewie.